# 竹谷宗久
竹谷 宗久（たけや むねひさ、1948年8月24日 - ）は、ドイツの首都ベルリンを拠点に活動する日本の実業家、社会起業家。

## 略歴
東京都出身。ドイツ連邦共和国ベルリン市在住。東京学芸大学附属高校、慶應義塾大学文学部哲学科卒業。ドイツ・テュービンゲン市、エバーハルト・カール大学哲学部留学。
1978年、東洋エンジニアリング株式会社が建設工事を請け負った旧東ドイツ・シュベート市石油コンビナート建設現場に通訳として勤務し、現地にて正社員となる。1982年の帰国後は同社海外営業本部部員として東欧圏等営業を担当。
1990年、東西ドイツ統一後、同社ベルリン駐在員事務所長として赴任。1993年、現地法人Toyo Engineering GmbH社長に就任。
2001年より現職。主として旧東独地域を中心にプラント・エンジニアリング関連事業を展開している。
2013年3月、在外公館長表彰を受賞。
2020年12月1日、令和2年度外務大臣表彰を受賞。
2023年秋の叙勲、旭日双光章を受章。

## 慈善活動
会社経営のかたわら、在ベルリン邦人社会の中心としてベルリン日本商工会、ベルリン日本人国際学校、ベルリン日本語補習授業校等の要職を歴任。またベルリン独日協会での活動を通じて、日本とドイツの交流に努めている。2011年の東日本大震災に対する寄付募金・支援に際しベルリン独日協会の中心的存在として活動、被災地を度々訪問している。被災した岩手県陸前高田市上長部公民館の移転再建に対し、同協会が資金を提供することに尽力。「ベルリンハウス」と命名された同公民館の完成記念式典に、戸羽陸前高田市市長、ヘルツベルク駐日ドイツ公使とともに列席し、同公民館の完成を祝うスピーチをした。
Filia GmbH は日本とドイツの若手科学者・芸術家を支援する目的でベルリンで設立され、東日本大震災で被災した仙台フィルハーモニー管弦楽団を支援するチャリティコンサート・ライヴCD「Music for Sendai」を制作し、売上利益金を仙台フィルに寄付する等の活動を行っている。このチャリティコンサートは樫本大進（ベルリン・フィルハーモニー管弦楽団、コンサートマスター)、日下紗矢子（ベルリン・コンツェルトハウス管弦楽団、コンサートマスター)らベルリンのオーケストラに所属する日本人音楽家が一堂に会し、2011年9月9日ベルリンのウィルヘルム皇帝記念教会で行われた。2013年7月11日には、東部ベルリン地区の洪水被災地のためのチャリティコンサートをベルリン・アウエン教会において、在ドイツ日本大使館、ベルリン日独センター、ベルリン独日協会、ベルリン日本商工会等ベルリンにおける日本関連団体のほぼ全てと共同で開催。集められた寄付金をザクセン・アンハルト州 Dr.シュナイダー次官に直接手渡した。
これらの業績が評価され、2013年3月「在外公館長表彰」を授与された。在ドイツ特命全権大使中根猛の招待により大使公邸にて行われた表彰式には、女子サッカー 1.FFCトゥルビネ・ポツダムのシュレーダー監督や大儀見優季選手等が出席した。
2014年6月25日に行われた「左手のピアニスト」舘野泉のベルリンフィルハーモニー小ホールでのリサイタルでは、在ドイツ日本大使館、ベルリンフィル財団と共に主催者となり、その実現に尽力した。
さらには2016年5月10日、同年4月に起きた「熊本地震」で大きな被害を受けた平成音楽大学を支援するためのチャリティコンサートを開催、集まった義援金を熊本市の同大学を訪問し直接手渡した。また2018年2月11日には2月6日に起こった台湾東部地震に対しいち早く対応、被災地支援のチャリティコンサートを開催し、ベルリン市台湾代表部に義援金を手交した際、感謝状を受けている。
ヴァイオリニスト・五嶋みどりのホームコンサートを手伝ったことがきっかけとなり、Toyo Global Serviceの事務所を演奏に適した建物に移転し、ベルリン内外で活動している若手音楽家を中心に、「100の練習より一回の本番」をモットーに演奏の場を提供、ホームコンサートを全て無料で開催している。このホームコンサートには上記の五嶋みどりや青柳いづみこ、さらにはベルリンフィルのメンバー等、世界的に有名な音楽家も登場しており、現地のクラシック音楽愛好家にとって隠れた楽しみの場となっている。
2023年秋の叙勲に関しては、当人は11月13日の外務省での贈呈式・皇居での天皇拝謁に向け日本へ出発する予定でいたが、その直前にコロナに感染し、帰国を断念。代わりに2024年1月16日、在ドイツ日本大使館大使公邸において柳秀直駐ドイツ特命全権大使より旭日双光章及び賞状が授与された。当日は、本人と親交のあるベルリン・フィルハーモニー管弦楽団のコンサートマスター・樫本大進、ベルリン・コンツェルトハウス管弦楽団のコンサートマスター・日下紗矢子、ピアニストの小菅優と日本を代表する３人の音楽家が式典の冒頭を演奏で飾り、人々の感動を呼んだ。

## 趣味
趣味は音楽鑑賞並びにゴルフ。ゴルフはドイツ赴任後に始めた。ゴルフ写真家の秋山真邦と交流を深め、セント・アンドリュース・ゴルフクラブの会員となっている。
2007年に同地セント・アンドリュース・オールドコースで開催された全英女子オープンに出場した女子プロゴルファー上田桃子一家と同宿になったことから、熱心に応援していることで知られている。
また、女子サッカーの大儀見優季が2010年から2013年まで、妹の永里亜紗乃が2013年から所属している1.FFCトゥルビネ・ポツダムのスポンサーともなっている。
また、サッカー・ブンデスリーガの地元チーム、Hertha BSC Berlin のメンバーともなっており、同チームに所属していた細貝萌選手、原口元気選手らとは家族ぐるみの交際を行なっている。

## 公職
- ベルリン商工会会長（1995年-1998年）
- ベルリン日独センター後援会会長（1999年-2006年）
- ベルリン商工会副会長（1999年-2000年、2010年- ）
- ベルリン日本人国際学校副理事長（2004年-2020年 ）
- ベルリン日本人国際学校理事長（2020年- ）
- ベルリン独日協会副会長（2010年- ）

## 受賞歴・叙勲歴
- 2013年度在外公館長賞
- 2020年度外務大臣賞
- 2023年度秋の叙勲、旭日双光賞